# 大芽南蛇藤
大芽南蛇藤（学名：Celastrus gemmatus）是卫矛科南蛇藤属的植物。分布于台灣本島以及中国大陆的广东、河南、云南、贵州、江西、福建、甘肃、四川、陕西、湖南、广西、浙江、安徽、湖北等地，生长于海拔100米至2,500米的地区，多生长于密林及灌丛中，目前尚未由人工引种栽培。

## 别名
哥兰叶（中国高等植物图鉴） 米汤叶、绵条子、霜红藤（拉汉种子植物名称）